# Kyrgyzstan Cup 2022
Der Kyrgyzstan Cup 2022 war die 31. Saison eines Ko-Fußballwettbewerbs in Kirgistan. Das Turnier wurde von der Football Federation of Kyrgyz Republic organisiert. Er begann mit der ersten Runde am 20. Mai 2022 und endete mit dem Finale am 1. September 2022.

## Termine
| Runde         | Datum                                              |
| ------------- | -------------------------------------------------- |
| 1. Runde      | 20. Mai 2022                                       |
| Viertelfinale | 18. Juni 2022 29. Juni 2022 4. Juni 2022           |
| Halbfinale    | Hinspiele: 14. Juli 2022 Rückspiele: 26. Juli 2022 |
| Finale        | 1. September 2022                                  |

## 1. Runde
|                        | Ergebnis              |                    |
| ---------------------- | --------------------- | ------------------ |
| 20. Mai 2022           |                       |                    |
| Ilbirs Bischkek        | 2:1 n. V.             | FK Dordoi Bischkek |
| FK Naše Pivo           | 1:6                   | Abdish-Ata Kant    |
| FK Talant              | 2:2 n. V. (5:6 i. E.) | Alga Bischkek      |
| Anadolu SK             | 0:5                   | FK Kara-Balta      |
| Aldier Uzgen           | 0:2                   | Nur-Batken FK      |
| FK Sultan              | 0:11                  | FK Kaganat         |
| FC Neftchi Kochkor-Ata | Freilos               |                    |
| Alai Osch              | Freilos               |                    |

## Viertelfinale
|                        | Ergebnis  |                 |
| ---------------------- | --------- | --------------- |
| 18. Juni 2022          |           |                 |
| Alga Bischkek          | 5:3 n. V. | FK Kara-Balta   |
| FK Kaganat             | 1:2 n. V. | Alai Osch       |
| 19. Juni 2022          |           |                 |
| Ilbirs Bischkek        | 0:3       | Abdish-Ata Kant |
| 4. Juli 2022           |           |                 |
| FC Neftchi Kochkor-Ata | 3:0       | Nur-Batken FK   |

## Halbfinale
|                            | Ergebnis |                        |
| -------------------------- | -------- | ---------------------- |
| 14. Juli 2022 (Hinspiele)  |          |                        |
| FC Neftchi Kochkor-Ata     | 0:0      | Alai Osch              |
| Alga Bischkek              | 0:1      | Abdish-Ata Kant        |
| 26. Juli 2022 (Rückspiele) |          |                        |
| Alai Osch                  | 1:3      | FC Neftchi Kochkor-Ata |
| Abdish-Ata Kant            | 4:2      | Alga Bischkek          |
| GESAMT                     |          |                        |
| FC Neftchi Kochkor-Ata     | 3:1      | Alai Osch              |
| Abdish-Ata Kant            | 5:2      | Alga Bischkek          |

## Finale
|                   | Ergebnis |                        |
| ----------------- | -------- | ---------------------- |
| 1. September 2022 |          |                        |
| Abdish-Ata Kant   | 1:0      | FC Neftchi Kochkor-Ata |

### Spielstatistik
| Paarung  | Abdish-Ata Kant – FC Neftchi Kochkor-Ata |
| Ergebnis | 1:0 (1:0)                                |
| Datum    | 1. September 2022                        |
| Stadion  | Dolen-Omurzakov-Stadion, Bischkek        |
| Tore     | 1:0 Atay Dzhumashev (26.)                |